# Чино
Чино (итал. Cino) је насеље у Италији у округу Сондрио, региону Ломбардија.
Према процени из 2011. у насељу је живело 361 становника. Насеље се налази на надморској висини од 492 м.

## Становништво
Према резултатима пописа становништва 2011. у општини је живело 373 становника.
| 1936. | 1951. | 1961. | 1971. | 1981. | 1991. | 2001. | 2011. |
| ----- | ----- | ----- | ----- | ----- | ----- | ----- | ----- |
| 586   | 596   | 444   | 379   | 361   | 333   | 335   | 373   |